# Suzanne Pastorová
Suzanne Pastorová (nepřechýleně Suzanne Pastor; * 16. listopadu 1952, Chicago) je umělkyně německo-amerického původu se sídlem v Praze. Je známá svým trojrozměrným přístupem k fotografii, zejména svými skleněnými knižními plastikami , které zkoumají kombinace textu a obrazu, vrstvení paměti, sekvenování. Fotografie nenápadné poetické surrealistické povahy byly ručně kolorovány, roztrhány, navrstveny, složeny, přibity nebo kombinovány s fragmenty fotografií z 19. století, fragmenty textu nebo jinými předměty.

## Životopis
Narodila se ve městě Oak Park ve státě Illinois krátce poté, co její rodiče emigrovali z poválečného Německa do USA. Vyrůstala v oblasti Chicaga, hrála na housle a flétnu, od svých 11. let kreslila, malovala a fotografovala. Rodiče byli oba chemici, měla dva sourozence, mladšího bratra a starší sestru.

### Vzdělání
Severozápadní univerzita (1970–1975): humanitní studium se zaměřením na psychologii; kurzy na univerzitách Harvard a Cornell; práci a studium na Institutu umění v Chicagu, kde absolvovala svůj první kurz fotografie pod vedením Kennetha Josephsona.
George Eastman House (1978–1981): v Rochesteru, NY, organizovala aukci současné fotografie, řídila program putovních výstav a obrazový výzkum.

## Evropa

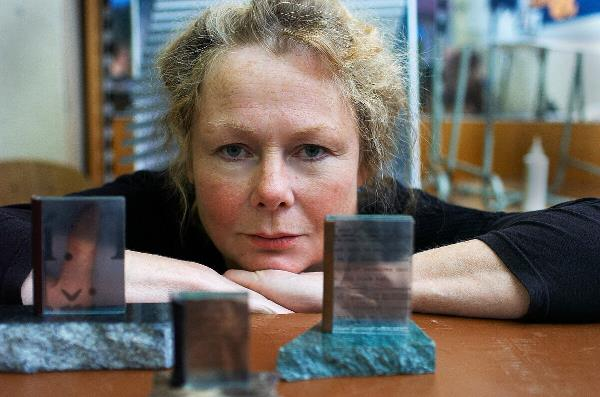
Suzanne Pastor během workshopu v Liptovském Mikuláši, 2007

Univerzita v Kasselu (Hochschule für Bildende Kunst GHK Universität - Kassel), Německo (1981-1984): studium pod vedením: Floris Neususs, Klaus Honnef. Pracovala v renomované Rudolf Kicken Gallery v Kolíně nad Rýnem (1981-1985), organizovala a připravovala výstavy a katalogy (česká a evropská modernistická fotografie), edice portfolií, překlady, editace; cestovala za výzkumem Bauhausu, uměleckými veletrhy a prodejem soukromým sběratelům a muzeím.
Pražský dům fotografie (1990-1999): Pastorová se přestěhovala z Německa, kde žila 10 let, do Prahy, aby se stala spoluzakladatelkou a první kurátorskou ředitelkou Pražského domu fotografie (nyní GHMP), neziskové nezávislé galerie, kde uspořádala výstavy Jaroslava Rosslera, Jaromíra Funkeho,  Františka Drtikola, Václava Zykmunda,  Augusta Sandera, Evy Fuky,  Barbary Crane, Jindřicha Štreita, Viktora Koláře a dalších a představila mezinárodní program k vysílání - Sametová revoluce Československa při propagaci české současné fotografie doma i v zahraničí. 
Pastorová vedla workshopy (Fotografie ve třetí dimenzi) v České republice, na Slovensku, v Polsku, Německu, Nizozemsku. Přeložila a napsala řadu textů a přednášela o Bauhausu a fotografii,  německé modernistické fotografii, feministické  a české avantgardní fotografii  a je také sběratelkou knih o české fotografii a fotografii.

## Dílo
Mezi hlavní série patří Ručně kolorovaná zátiší, Tělesná zátiší, Jugendstil Album, Adresář, Skleněné knihy, Fragmenty ze sexuálního života Jana S. a Valkyrie (vlasy), také fotogramy a krátká videa. Její osobitý přístup k fotografii byl ovlivněn prací s muzei a galeriemi, konkrétně použitím materiálů souvisejících s „adjustací“ a prezentací fotografie jako komodity, zahrnující sklo, mat-board, hřebíky, rámy, chirurgické pásky, texty a konečně zeď muzea jako místo posledního odpočinku pro zarámovanou fotografii jako objekt.

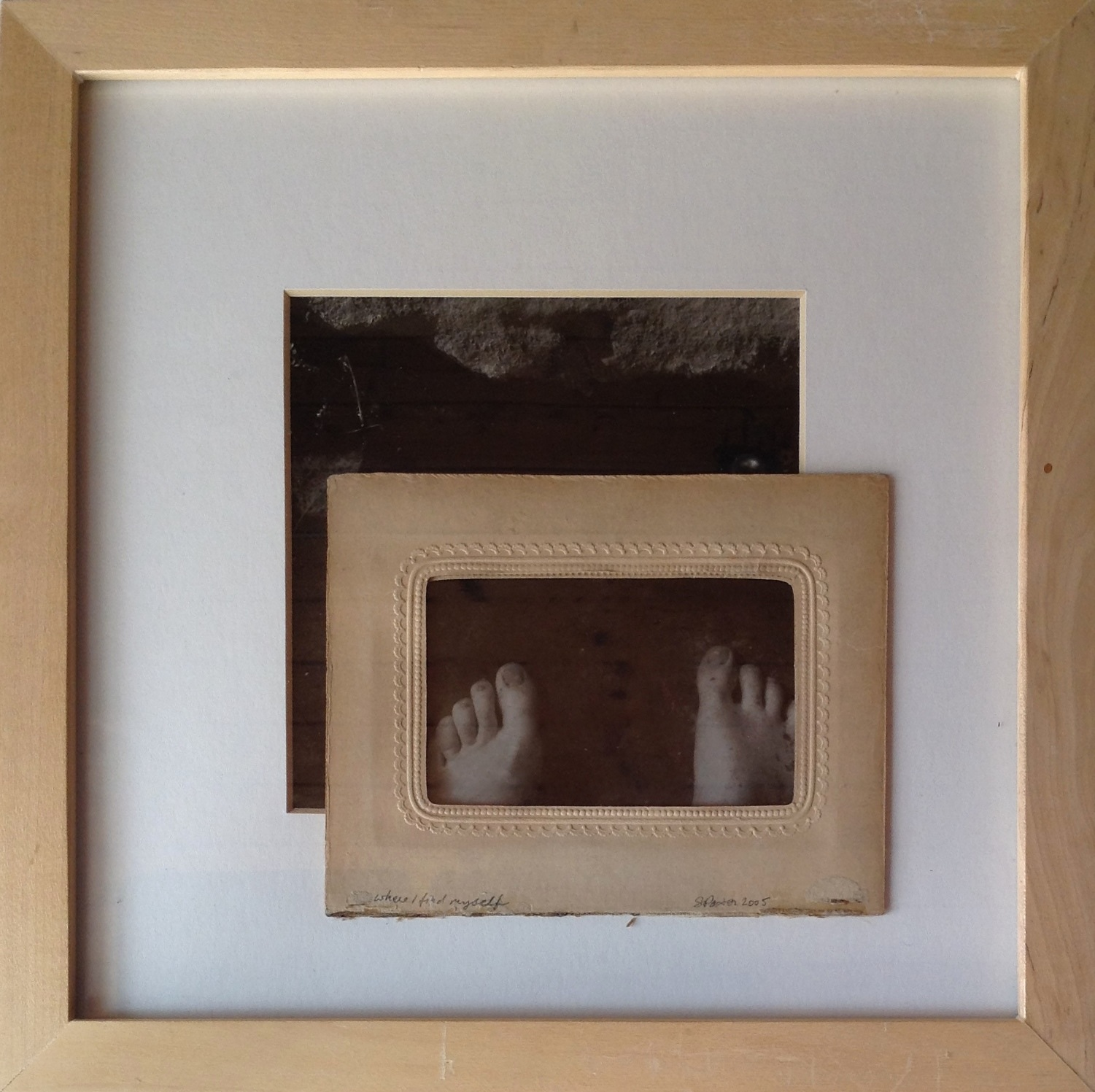
Suzanne Pastorová, Kde se nacházím, 2002

Její použití knižní formy (viz Skleněné knihy, Adresář, Album Jugendstil) odráží přetrvávající fascinaci / posedlost mnohonásobným vrstvením – obrazů s texty z dějin umění, psychologie, poezie, paměti – a samotným jazykem, včetně odvozeného "digitálního nesmyslu" z nekompatibilních forem počítačových písem a symbolů. Nedávná práce zahrnuje fotogramy všudypřítomného "středoevropského knedlíku" na zastaralém maďarském papíru Forte.

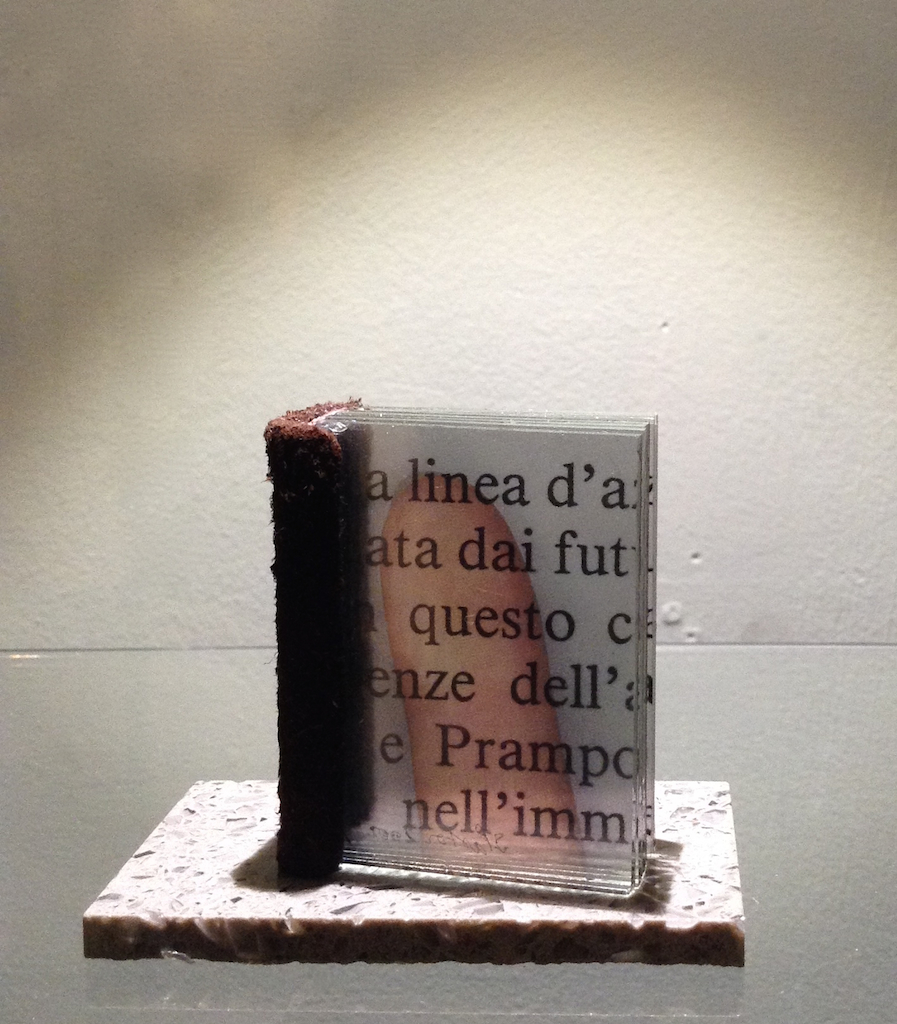
5 x 3,7 x 1,5 cm. Sklo, hnědá kožená vazba, textová fragmentová folie.

Mám přinejmenším - zvědavost - potřebu experimentovat, zlepšit dvourozměrnost fotografického tisku... Použití sekvenčních obrázků jako knižní formy je nesmírně mocný nástroj... Vrstvení času a prostoru v trojrozměrných sestavách poskytuje dodatečnou volnost formy a materiálu, nejužitečnější pro budoucího sochaře… [S. Pastorová, Praha, 2008]
Její konceptuální přístup lze přirovnat ke konkrétní poezii či koláži Jiřího Koláře, objektovým asamblážím / boxům Josepha Cornella, novým formám pop kultury vycházejícím z díla Andyho Warhola a postmoderny v její tvorbě zahrnující historické obrazy s předmět nebo textové fragmenty z moderního, každodenního světa.

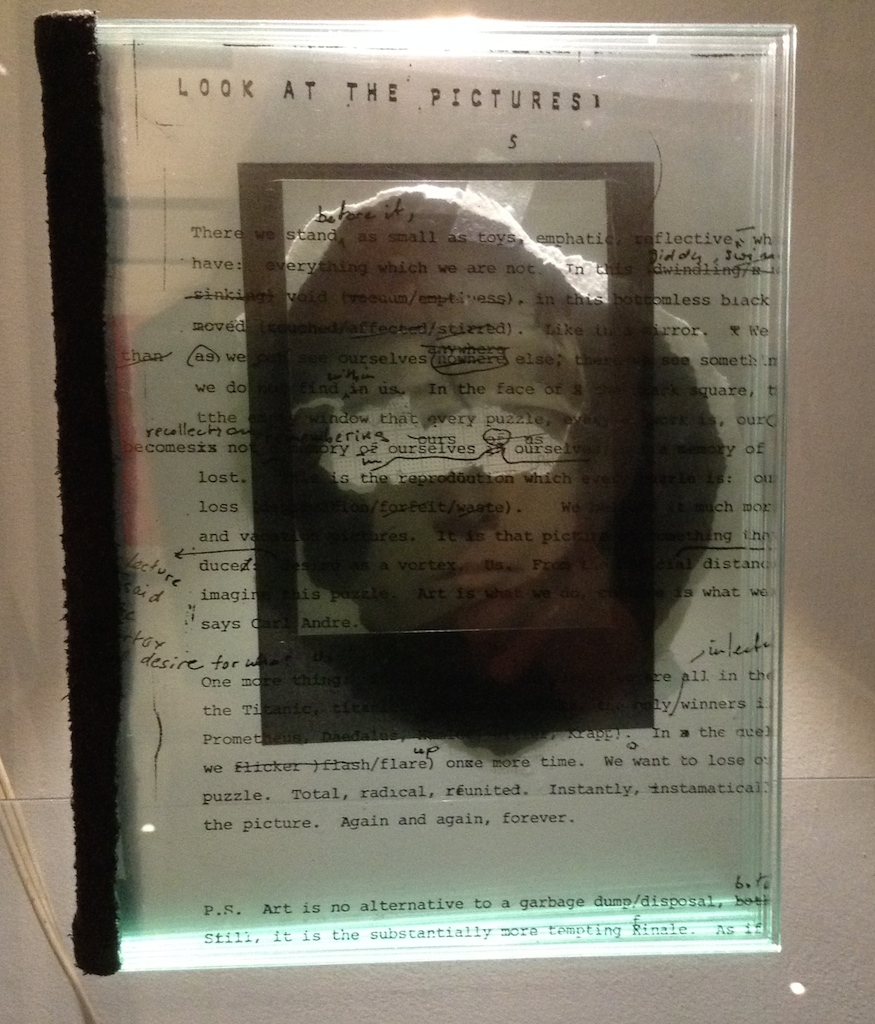
Suzanne Pastorová, Skleněná kniha, 2002

### Videa
- Lea in the Womb, Suzanne Pastorová, 2007 (Praha)
- Vyrobeno ve Finsku, Maybe Baby Union, 2007
- Fake Dance, Maybe Baby Union, 2014
- Česká televize, 2017

### Výstavy
Mezi významné výstavy patří Arles, Bonn (1981), Frankfurt, NYC (1984), Stuttgart (1985), Amsterdam (1988), Cheb, Brno, Klatovy, Enschede (1998), Izrael, Praha, Sobotka, Frankfurt (1999), Praha (2001), New York City, Olomouc, Bruntál, Chicago Art, Art Frankfurt (2002), Jihlava (2004), Praha (2006, 2007, 2010), NYC/Sevilla, Španělsko/Peking, Čína (2009-2010), Angers, Francie (2009), Norimberk (2010), Weiden (2011), Praha (2013), Berlín (2013), Arles (2014), Řím (2015), Praha (2017, 2018)

### Sbírky
Její práce jsou ve sbírkách Musea Ludwigových, Kolín nad Rýnem; Berlínská galerie; Brooklynské muzeum umění; Univerzita Karlova; Metropolitní muzeum umění, NY; Palác Myslbek, Praha; Moravská galerie v Brně; Musée Réattu, Arles; Muzeum fotografie Eli Lemberger, Izrael; Museum of Contemporary Photography, Chicago; Jihoafrická národní galerie Iziko, Kapské Město; Národní muzeum fotografie, Jindřichův Hradec; Speciální sbírka Joan Flasch, School of the Art Institute of Chicago; Polaroid Corporation Europe, Galerie umění Yaleovy univerzity a četné soukromé sbírky.
Získala první cenu na bratislavském Fotofestivalu za nejlepší uměleckou knihu roku 2000 ve střední a východní Evropě.

### Významná díla
- Životopis
- "Bauhaus fotografie," Rudolf Kicken a Suzanne Pastorová, ed., s esejí Els Barentsové. 1982. Galerie Rudolf Kicken, Kolín nad Rýnem
- "Fotografie a Bauhaus," Suzanne Pastorová. Archiv, nr. 21. Centrum pro kreativní fotografii, University of Arizona. Tucson. 1985
- "Bauhaus und Fotografie," Karl Haenlein, Gerhard Gluher, Suzanne Pastorová. Kestner-Gesellschaft. Hannover. 1986, ISBN 9789800029114
- Suzanne Pastorová, "Skleněné knihy a jiné věci, Odephil Editions Praha 1999, ISBN 9788090255715
- Suzanne Pastorová a Gunther Dietrich, "Czech Fundamental" (katalog výstavy: Berlín, Museo di Roma).
- Suzanne Pastorová, "Fotografie ve třech rozměrech," Fotografika Galerie Fiducia. S esejemi Nadi Rovderové a Dr. Michala Tosnera. Ostrava. 2017